# Argentina ai Giochi della X Olimpiade
L'Argentina partecipò ai Giochi della X Olimpiade, svoltisi a Los Angeles, Stati Uniti, dal 30 luglio al 14 agosto 1932, con una delegazione di 33 atleti impegnati in sette discipline.

## Medagliere

### Per discipline
| Sport            | Oro | Argento | Bronzo | Totale |
| ---------------- | --- | ------- | ------ | ------ |
| Pugilato         | 2   | 1       | 0      | 3      |
| Atletica leggera | 1   | 0       | 0      | 1      |
| Totale           | 3   | 1       | 0      | 4      |

### Medaglie
| Medaglia | Atleta             | Sport            | Evento       |
| -------- | ------------------ | ---------------- | ------------ |
| Oro      | Juan Carlos Zabala | Atletica leggera | Maratona     |
| Oro      | Carmelo Robledo    | Pugilato         | Pesi piuma   |
| Oro      | Santiago Lovell    | Pugilato         | Pesi massimi |
| Argento  | Amado Azar         | Pugilato         | Pesi medi    |